# Leer der Oude Runen
De Leer der Oude Runen (Engels: Study of Ancient Runes) is een schoolvak op Zweinstein, de toverschool in de Harry Potter-boekenserie van J.K. Rowling. Oude Runen is een oud schrift dat geleerd kan worden door de leerlingen, maar is pas vanaf het derde schooljaar toegankelijk.
Het vak wordt in de boeken en films alleen genoemd; er spelen zich geen daadwerkelijke scenes af tijdens de lessen. De docent is onbekend, maar Rowling heeft aangegeven dat deze Bathsheba Babbling heet.
In de boeken is alleen van Hermelien Griffel, een goede vriendin van Harry, bekend dat ze dit vak volgt. Ze geeft in het vijfde boek aan dat het een lastig vak is, vlak voor haar S.L.IJ.M.B.A.L.-examen. Ze sloot dit examen af met de score uitmuntend, wat de hoogste score is die gehaald kan worden.
De Leer der Oude Runen komt Harry, Ron en Hermelien nog goed van pas. In het zevende boek krijgt Hermelien van het vroegere schoolhoofd Albus Perkamentus een boek, De Vertelsels van Baker de Bard, geheel geschreven in Oude Runen. Dit boek speelt een cruciale rol bij het ontdekken van het bestaan van de Relieken van de Dood.